# Катлін (Флорида)
Катлін (англ. Kathleen) — переписна місцевість (CDP) в США, в окрузі Полк штату Флорида. Населення — 6486 осіб (2020).

## Географія
Катлін розташований за координатами 28°7′10″ пн. ш. 82°2′24″ зх. д. / 28.11944° пн. ш. 82.04000° зх. д. (28.119320, -82.039896).  За даними Бюро перепису населення США в 2010 році переписна місцевість мала площу 18,74 км², з яких 18,63 км² — суходіл та 0,11 км² — водойми.

## Демографія
Згідно з переписом 2010 року, у переписній місцевості мешкали 6332 особи в 2139 домогосподарствах у складі 1643 родин. Густота населення становила 338 осіб/км².  Було 2397 помешкань (128/км²).
Расовий склад населення:
| - 90,5 % — білих - 2,1 % — чорних або афроамериканців - 0,6 % — азіатів - 0,5 % — корінних американців - 3,9 % — осіб інших рас |

До двох чи більше рас належало 2,4 %. Частка іспаномовних становила 12,1 % від усіх жителів.
За віковим діапазоном населення розподілялося таким чином: 26,2 % — особи молодші 18 років, 62,9 % — особи у віці 18—64 років, 10,9 % — особи у віці 65 років та старші. Медіана віку мешканця становила 37,4 року. На 100 осіб жіночої статі у переписній місцевості припадало 98,8 чоловіків;  на 100 жінок у віці від 18 років та старших — 96,9 чоловіків також старших 18 років.
Середній дохід на одне домашнє господарство  становив 48 603 долари США (медіана — 44 049), а середній дохід на одну сім'ю — 56 695 доларів (медіана — 50 659). Медіана доходів становила 35 482 долари для чоловіків та 29 573 долари для жінок. За межею бідності перебувало 20,6 % осіб, у тому числі 36,4 % дітей у віці до 18 років та 15,9 % осіб у віці 65 років та старших.
Цивільне працевлаштоване населення становило 2672 особи. Основні галузі зайнятості: освіта, охорона здоров'я та соціальна допомога — 18,8 %, роздрібна торгівля — 16,7 %, виробництво — 10,3 %, будівництво — 9,9 %.